# 鹿野氏
鹿野氏（しかのし）は、日本の氏族のひとつ。

## 因幡国の鹿野氏
因幡国気多郡の国人領主。志加奴氏、志賀野氏、志加野氏ともいう。

### 来歴
南北朝時代から戦国時代にかけて鹿野周辺に所領を持ち、鹿野城（現在残る「鹿野城」とは別の城）を築いたとされる。
初見は『明徳記』に登場する「志賀野八郎」なる人物である。同書によればこの人物は明徳2年（1391年）の明徳の乱の際、因幡守護・山名氏家に従い上洛し、京都二条大宮にて幕府軍と戦い、討死したという。また、『後太平記』には「志加奴七郎」と記されている。
その後、鹿野氏に関して約150年間ほど史料上の空白が続き、次に登場するのは戦国期まで下る。（文明年間の鹿野氏に関しては後述する）『陰徳太平記』によれば、天文13年（1544年）初夏、因幡へ侵攻した尼子晴久は「鹿野入道」の籠る鹿野城を攻撃し、城内の鹿野入道以下300余名は壮絶な討死をしたという。これ以降、史料上での鹿野氏関連の記述は確認されておらず、この合戦をもって鹿野氏は滅亡したとされている。

### 鹿野氏と山名氏
一説に鹿野氏の本姓は源氏で山名氏の一族であるという。『半陶文集』によれば文明13年（1481年）頃、鹿野一帯には山名氏清系統の一族の所領が存在しており、その一族の山名教孝が『山名系図』（但馬村岡池田本）に「鹿野遠江守」と記されていることから指摘されている。ただ、先に述べた明徳年間の鹿野氏が山名一族であったかは今のところ不明である。（山名氏が国人一族の家督を継ぐケースとしては伯耆国の行松氏の例が挙げられる）
また、教孝の妻は垣屋氏女で「徳源」と号したという。現在、同じ気多郡内の日置郷には垣屋一族の所領が存在していたことが確認されており、鹿野氏と垣屋氏との関係も今後の研究が期待される。